# Кумасиро, Тацуми
Тацуми Кумасиро (яп. 神代 辰巳 Кумасиро Тацуми, род. 24 августа 1927) — японский режиссёр, известный своими фильмами, снятыми в «Roman Porno» поджанре «пинку эйга».

## Биография
Родился 24 августа 1927 года в городе Сага на острове Кюсю — самом южном из крупных японских островов. Его отец был потомков самураев, он торговал фармацевтикой, а также был мастером дзюдо. Будучи приверженцем строгой дисциплины, отец будущего режиссёра следовал описанной в Хагакурэ философии Ямамото Цунэтомо и поддерживал военные кампании Японии 1930-40-х годов. Ещё в детстве Тацуми разошёлся с отцом во взглядах и занялся изучением кинематографии и западной литературы. После начала Второй мировой войны Тацуми Кумасиро поступил в медицинскую школу, чтобы избежать таким образом призыва в армию, но бросил после окончания войны. Затем он изучала английскую литературу в университете Васэда, но от карьеры писателя отказался, сочтя её не приносящей дохода. С 1952 года работал помощником режиссёра на студии Shochiku, в 1955 году перешёл на работу в Nikkatsu.
До своего режиссёрского дебюта в 1968 году работал помощником режиссёра и сценаристом. Первый фильм Кумасиро «Front Row Life» (яп. かぶりつき人生 Кабурицуки дзинсэй) рассказывает историю стриптизёрши и её дочери, которая хочет пойти по стопам своей матери. Актриса, исполнившая в этом фильме главную роль, Хацуэ Тоноока, вскоре стала женой Кумасиро, впрочем, уже через несколько месяцев супруги развелись. Первый фильм в некотором смысле предопределил будущую карьеру режиссёра: во многих его более поздних фильмах стриптизёршам будет отведена значительная роль. Фильм «Front Row Life» был благосклонно встречен критиками, но в прокате оказался не столь успешен, вследствие этого в следующий раз сесть в режиссёрское кресло Кумасиро получил шанс лишь через несколько лет.
В 1971 году, опасаясь банкротства, «Nikkatsu» решила переориентироваться на производство фильмов, снятых в жанре «мягкой» порнографии. Узнав об этом решении, ряд режиссёров покинули компанию в знак протеста. Фильмы, снятые «Nikkatsu» в этот период, выделяются в отдельный поджанр «пинку эйга», получивший название «Roman porno».
«Nikkatsu» давало режиссёрам, снимавшим фильмы «Roman porno», широкую свободу действий, единственным условием было не менее четырёх сцен секса или нагишом в час. Смена политики компании дала Кумасиро второй шанс. Первым фильмом «Roman porno», снятым Кумасиро, стал «Wet Lips» (яп.  Нурэта кутибиру). В фильме рассказывается история проститутки и её любовника, которые пустились в бега после убийства сутенёра. «Wet Lips» был благосклонно встречен как критиками, так и зрителями. Использованные в нём приёмы довольно просты, но в последующих своих фильмах Кумасиро в полной мере воспользовался предоставленной свободой действий, экспериментируя с пространством и временем, практически превратив их в сюрреалистические. Также фильм «Wet Lips» стал первым из многих фильмов Кумасиро, в названии которого было использовано слово «нурэта».
В 1972 году вышел следующий фильм Кумасиро «Ichijo's Wet Lust» (яп. 一条さゆり　濡れた欲情 Итидзё Саюри: нурэта ёкудзё), он также получил признание зрителей и критиков.. Одна из наиболее известных японских актрис того времени Саюри Итидзё, которая исполнила в фильме заглавную роль, получила премию Кинэма Дзюмпо в номинации «лучшая актриса». Получая на той же церемонии премии в номинациях «лучший режиссёр» и «лучший сценарий», Тацуми Кумасиро сказал: «Меня мотивирует, если я могу снимать то, что хочу, не волнуясь о результатах».
В течение следующих двадцати лет Тацуми Кумасиро снял множество фильмов, которые были коммерчески успешны и получили признание критиков, за один только период между 1972 и 1973 годами он снял десять фильмов. Успешная режиссёрская карьера Кумасиро принесла ему титул «короля [фильмов] Nikkatsu, [снятых в жанре] Roman porno».